# 라스 엘하누트
라스 엘하누트(모로코 아랍어: رأس الحانوت)는 모로코를 비롯한 북아프리카 마그레브 지역 요리에 사용되는 배합 향신료이다. 캐러웨이, 계피, 정향, 육두구, 소두구(카다멈), 회향, 깟씨, 울금, 생강, 마늘, 후추, 고추, 올스파이스, 장미꽃잎 등 여러 가지 향신료를 배합해 만들며, 쿠스쿠스, 쌀밥, 고기 요리 등에 두루 쓰인다.

## 이름
"라스 엘하누트"는 마그레브식 발음이며, 표준 아랍어 발음은 "라스 알하누트"이다. 아랍어 "라스(رأس)"는 "머리", "하누트(حانوت)"는 "가게"라는 뜻이며, "알(ال)"은 명사 앞에 붙어서 지시나 한정의 뜻을 나타내는 정관사이다. 따라서 "라스 알하누트(رأس الحانوت)"는 "그 가게의 머리"를 뜻하는 말이며, 해당 식료품점에서 가장 좋은 향신료로 만들어 파는 배합 향신료를 가리킨다.

## 사진 갤러리

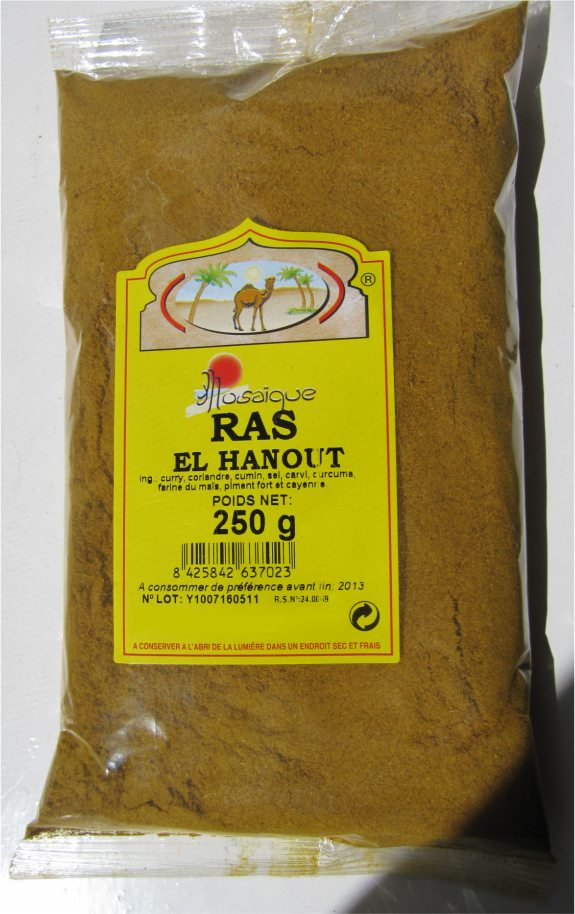
포장된 라스 엘하누트

## 같이 보기
- 바하라트
- 자타르